# Spock
Spock, fiktivni lik iz serijala Zvjezdanih staza. Podrijetlom Vulkanac po ocu, s karakterističnim šiljatim ušima, obnaša dužnost znanstvenog i prvog časnika na Enterpriseu pod zapovjedništvom svog prijatelja kapetana Jamesa Kirka.
U originalnoj seriji i filmovima glumio ga je Leonard Nimoy, koji je reprizirao ulogu i u filmu Zvjezdane staze iz 2009. godine, gdje je glumio starijeg Spocka, pored mlađeg u izvedbi Zacharyja Quintoa.

## Životopis
Spokovi roditelji bili su vulkanski veleposlanik Sarek i Zemljanka Amanda Grayson. Prekinuo je studij na Vulkanskoj znanstvenoj akademiji kako bi se 2250. mogao upisati na Akademiju Zvjezdane flote zbog čega se posvađao s ocem i prekinuo veze s njime na punih osamnaest godina.
Godine 2253. primljen je u službu na USS Enterpriseu pod zapovjedništvom Christophera Pikea. Kada je kapetan Pike 2265. unaprijeđen, Kirk je preuzeo zapovjedništvo nad Enterpriseom i 2266. postavio Spocka za prvog časnika. Godine 2269. poslije završetka petogodišnje misije na Enterpriseu, Spock se povukao iz aktivne službe i vratio na matični planet Vulkan. Međutim, prilikom tzv. V'Ger krize, vratio se u službu kako bi pomogao admiralu Kirku na Enterpriseu u rješavanju problema.
Poslije je Spock unaprijeđen u kapetana i zaposlen u Akademiji Zvjezdane flote s dužnošću da obučava kadeta na Enterpriseu koji je povučen iz aktivne službe.
Godine 2285. Spock je predao zapovjedništvo nad Enterpriseom admiralu Kirku koji je krenuo u akciju sprječavanja Khana u otimanju oruđa Genesis. Tom prilikom, Spock se žrtvovao kako bi popravio Enterprise, zbog čega je umro, a tijelo mu je nakon ceremonije izbačenio u svemir.
Na planeti Genesis, Spockovo tijelo je reanimirano i na planeti Vulkan spojeno s njegovim umom sačuvanim, poslije obreda spajanja umova, u umu dr. McCoyja. Potom se opet vratio u Zvjezdanu Flotu i zajedno s Kirkom i posadom Enterprisea spasio Zemlju od uništenja.
Godine 2293. pregovarao je s kancelarom Gorkonom nakon uništenja mjeseca Praxisa. Kao pomoć u pregovorima, pozvao je kapetana Kirka, koji je s McCoyjem, nakon atentata na Gorkona, zatočen na Rura Pentheu. Spock je spasio obojicu i spriječio atentat na Predsjednika Federacije. Iste godine Spock je sudjelovao na Khitomerskoj konferenciji gdje je utanačen mir između Federacije i Klingonskog Carstva.
Kasnije se Spock povukao iz aktivne službe u Zvjezdanoj Floti, ali je i dalje bio aktivan kao veleposlanik Federacije. Godine 2368. poduzeo je osobnu tajnu misiju na Romulu u cilju ponovnog ujedinjenja Vulkanaca i Romulanaca. Tamo se susreo s kapetanom Jeanom-Lucom Picardom koji ga je obavijestio o očevoj smrti.
Godine 2369. Spock je bio umiješan u slučaj otmice Deanne Troi prilikom čega su prebjegla tri istaknuta Romulanca.

## Važniji datumi
2250. - upisuje Akademiju Zvjezdane flote 
2253. – primljen je u službu na Enterprise, pod zapovjedništvom kapetana Christophera Pikea.
2265. – kao natporučnik, unaprijeđen u prvog časnika i znanstvenog časnika na Enterpriseu pod zapovjedništvom kapetana Jamesa T. Kirka.
2269. – povukao se iz aktivne službe.
2271. – ponovno reaktiviran za vrijeme V'Ger krize i stavljen u službu na Enterprise.
2277. – unaprijeđen u kapetana i trenera kadeta na Enterpriseu.
2285. – zajedno s admiralom Kirkom poveo Enterprise u akciju spašavanja tima Genesis.
2286. – premda nije optužen, stoji pred sudom zajedno s Kirkom ii posadom optuženima zbog krađe Enterprisea. 
2287. – krenuo zajedno s Kirkom na USS. Enterpriseu NCC-1701-A u misiju na Nimbus III
2293. – uključen u mirovnu konferenciju između Federacije i Klingonskog Carstva koju je omela eksplozija mjeseca Praxisa.